# 20 cm leichter Ladungswerfer
El 20 cm leichter Ladungswerfer (abreviado: 20 cm leLdgW) era un mortero de espiga utilizado por Alemania durante Segunda Guerra Mundial. Fue utilizado por los ingenieros para demoler obstáculos y puntos fuertes. Se retiró gradualmente del servicio de primera línea a partir de 1942.
La carga propulsora estaba colocada en la parte superior de la espiga y se encendía cuando la cola hueca del proyectil se deslizaba lo suficiente por la espiga para completar el circuito. Disparaba proyectiles HE (alto poder explosivo) y fumígenos, además de un Harpunengeschosse (proyectil arpón) especial que llevaba una cuerda con ganchos para despejar minas u obstáculos de alambre.